# Clase St. Louis (1938)
Los cruceros ligeros de la clase St. Louis fueron una corta serie que sirvió en la Armada de Estados Unidos durante la Segunda Guerra Mundial, compuesta por tan sólo dos unidades. Su diseño era el de la precedente clase Brooklyn, con un armamento antiaéreo mejorado y una nueva planta motriz.
Tras la guerra, el USS St. Louis (CL-49) fue vendido a Brasil, pasando a ser denominado en su Armada como Tamandare (C-12).

## Unidades de la clase St. Louis
| Nombre    | Número de casco | Constructor                                    | Puesta en servicio– Dado de baja                                                    | Imagen |
| --------- | --------------- | ---------------------------------------------- | ----------------------------------------------------------------------------------- | ------ |
| St. Louis | CL-49           | Newport News Shipbuilding and Dry Dock Company | 19 de mayo de 1939 20 de junio de 1946                                              |        |
| Helena    | CL-50           | Brooklyn Navy Yard                             | 18 de septiembre de 1939 Hundido en la batalla del Golfo de Kula 6 de julio de 1943 |        |